# Firasa
Firasa – metoda mantyczna polegająca na odczytywaniu cech ludzi z ich wyglądu zewnętrznego. Znana była już w okresie staroarabskim, szczególnie jednak rozpowszechniła się w czasach muzułmańskich. Metoda stanowiła powiązanie elementów psychologicznych z religijnymi. Nie wyklucza się wpływów greckich, szczególnie dzieł o ludzkiej fizjonomii, na ostateczne ukształtowanie się firasy. Zagadnieniami tymi zajmowali się tacy teologowie i filozofowie jak Fachr ad-Din ar-Razi (Risala fi al-firasa min adżl as-sijasa – „Traktat o firasie w służbie polityki”) czy Ibn Kajjim al-Dżauzijja, który także podkreślał rolę subiektywnych odczuć i przeczuć w funkcjonowaniu prawa i polityki.